# Nemesia (Nemesiidae)
Nemesia là một chi nhện trong họ Nemesiidae.
Nemesia được miêu tả năm 1826 bởi Audouin.

## Các loài
Nemesia có các loài sau en ondersoorten:
- Nemesia africana (C. L. Koch, 1838)
- Nemesia albicomis Simon, 1914
- Nemesia angustata Simon, 1873
- Nemesia arboricola Pocock, 1903
- Nemesia arenicola Simon, 1902
- Nemesia athiasi Franganillo, 1920
- Nemesia bacelarae Decae, Cardoso & Selden, 2007
- Nemesia barbara (Lucas, 1846)
- Nemesia berlandi Frade & Bacelar, 1931
- Nemesia bristowei Decae, 2005
- Nemesia caementaria (Latreille, 1799)
- Nemesia caranhaci Decae, 1995
- Nemesia carminans (Latreille, 1818)
- Nemesia cavicola (Simon, 1889)
- Nemesia cecconii Kulczyński, 1907
- Nemesia cellicola Audouin, 1826
- Nemesia congener O. P.-Cambridge, 1874
- Nemesia corsica Simon, 1914
- Nemesia crassimana Simon, 1873
- Nemesia cubana (Franganillo, 1930)
- Nemesia daedali Decae, 1995
- Nemesia didieri Simon, 1892
- Nemesia dorthesi Thorell, 1875
- Nemesia dubia O. P.-Cambridge, 1874
- Nemesia eleanora O. P.-Cambridge, 1873
- Nemesia elongata (Simon, 1873)
- Nemesia fagei Frade & Bacelar, 1931
- Nemesia fertoni Simon, 1914
  - Nemesia fertoni sardinea Simon, 1914
- Nemesia hispanica L. Koch, 1871
- Nemesia ibiza Decae, 2005
- Nemesia ilvae Caporiacco, 1950
- Nemesia incerta O. P.-Cambridge, 1874
- Nemesia kahmanni Kraus, 1955
- Nemesia macrocephala Ausserer, 1871
  - Nemesia macrocephala occidentalis Frade & Bacelar, 1931
- Nemesia maculatipes Ausserer, 1871
- Nemesia manderstjernae L. Koch, 1871
- Nemesia meridionalis (Costa, 1835)
- Nemesia pannonica Herman, 1879
  - Nemesia pannonica budensis Kolosváry, 1939
  - Nemesia pannonica coheni Fuhn & Polenec, 1967
- Nemesia pavani Dresco, 1978
- Nemesia randa Decae, 2005
- Nemesia raripila Simon, 1914
- Nemesia santeugenia Decae, 2005
- Nemesia santeulalia Decae, 2005
- Nemesia sanzoi Fage, 1917
- Nemesia seldeni Decae, 2005
- Nemesia simoni O. P.-Cambridge, 1874
- Nemesia sinensis Pocock, 1901
- Nemesia transalpina (Doleschall, 1871)
- Nemesia uncinata Bacelar, 1933
- Nemesia ungoliant Decae, Cardoso & Selden, 2007
- Nemesia valenciae Kraus, 1955
- Nemesia vittipes Simon, 1911